# フェレット (イタリア)
フェレット（伊: Feletto）は、イタリア共和国ピエモンテ州トリノ県にある、人口約2,200人の基礎自治体（コムーネ）。

## 地理

### 位置・広がり

#### 隣接コムーネ

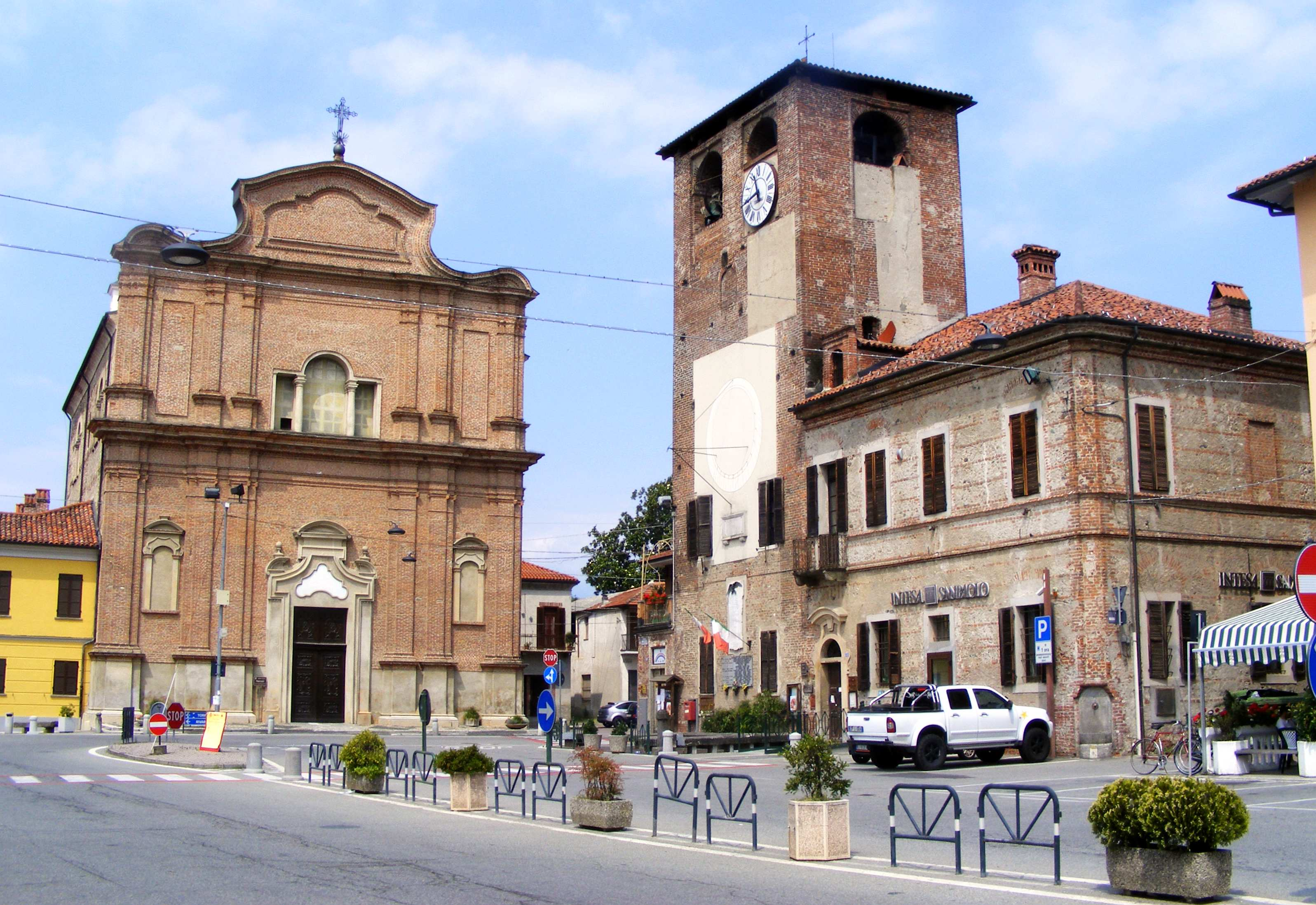
中央広場。教会区教会

隣接するコムーネは以下の通り。
- ボスコネーロ
- ルジリエ
- リヴァローロ・カナヴェーゼ
- サン・ジョルジョ・カナヴェーゼ
- サン・ジュスト・カナヴェーゼ

- 中央広場。教会区教会